# Elderbrook
Alexander Kotz (Londres, 20 de dezembro de 1992), conhecido profissionalmente como Elderbrook, é um músico, compositor, cantor e produtor inglês. Sua carreira como músico começou em 2015, quando ele lançou seu primeiro EP, que continha a canção "How Many Times", que chegou a ser remixada pela dupla alemã Andhim, tornando-se uma das melhores músicas eleitas pela Mixmag em 2015.
Durante 2016, ele colaborou com vários artistas, incluindo o duo inglês Gorgon City. Ele também remixou faixas de vários artistas, como Clean Bandit.
Até o momento, a música mais notável de Elderbrook é sua colaboração com CamelPhat, intitulada "Cola". A faixa alcançou o primeiro lugar nas paradas do Dance Club Songs nos Estados Unidos e do Indie Chart no Reino Unido. Ele também foi nomeado para Melhor Música Dance no Grammy Awards de 2018.

## Carreira
Elderbrook se aventurou na música aos 16 anos. Ele começou a tocar como membro de uma banda independente, tempos depois aos 19 anos, o artista decidiu seguir sua carreira como cantor e compositor. Durante uma entrevista com a Red Bull, ele afirmou que era uma "coisa acústica folk" parte de sua carreira. Em seguida, ele frequentou a universidade, onde se deparou pela primeira vez com à música eletrônica de qualidade, e posteriormente, começou a ouvir vários gêneros de dance music.
Antes de entrar no gênero de música eletrônica, ele queria buscar um som mais voltado pro hip hop e soul com seus vocais distintos.
Kotz começou a usar o apelido de Elderbrook após terminar a universidade e estreou com a faixa e EP de mesmo nome, "Could". Seu primeiro EP apresentou uma série de faixas que geraram mais de um milhão de visualizações no SoundCloud e plataformas de streaming. O EP apresentava três faixas, "Could", "Rewinding" e "How Many Times". Todas às três faixas receberam críticas positivas, com a última se tornando o primeiro grande sucesso de Elderbrook.
A primeira grande incursão de Elderbrook na indústria musical, foi quando colaborou com a dupla alemã Andhim. A faixa era uma versão reformulada da faixa "How Many Times" do primeiro EP de Elderbrook. A faixa recebeu críticas positivas em toda a indústria musical. Foi lançado em meados de 2015, tornando-se um clássico e empurrando o nome de Elderbrook para um gênero mais amplo de dance music. A revista Mixmag foi uma das mais elogiosas sobre colaboração, dando a faixa uma nota 8/10. Também foi listada como uma das melhoras faixas da revista em 2015.
Após o sucesso de seu primeiro EP, ele lançou um segundo no mesmo ano."Travel Slow" continha três faixas, "Be There Soon", "Good Enough" e "Travel Slow". Enquanto trabalhava em seus dois primeiros EP's, ele também se envolveu fortemente na remixagem. Ele lançou uma série de remixes conhecidos de músicas que tiveram um bom desempenho em diversas paradas da Billboard. Um dos mais notáveis de 2015 foi o remix de "Take Me to a Place", originalmente composta por Pablo Nouvelle.
Durante 2016, Elderbrook fez uma turnê e apoiou uma série de artistas conhecidos. Um dos principais artistas com que trabalhou durante esse ano foi Gorgon City. Ele foi um ato de apoio para a performance do duo na Brixton Academy e logo depois colaborou em seu single, "Smile", sendo lançado em outubro de 2016. Ele também tocou no Omeara em Londres para uma multidão esgotada em novembro de 2016.
No final de 2016, foi anunciado que Elderbrook seria o remixer oficial de faixa "Rockabye", da banda britânica Clean Bandit.
Em 2017, Elderbrook anunciou sua primeira turnê no Reino Unido, suas apresentações em XOYO e Oval Space em Londres tiveram todos os ingressos esgotados. Elderbrook alcançou a fama comercial quando colaborou com CamelPhat. A música que eles produziram foi intitulada "Cola", e se tornou uma das canções mais vendidas globalmente em 2017. Foi co-escrita pelo duo britânico de house CamelPhat, com Elderbrook nos vocais. A letra em cima de uma batida de deep house, é a história de uma noitada feminina, envolvendo a mistura de diversos drinks envolvendo a Coca-Cola. A canção teve um bom desempenho durante os meses de verão como um hino de clube em muitos lugares da Europa e dos Estados Unidos, antes de se tornar um single nas paradas no final daquele ano.
A canção recebeu aclamação da crítica em novembro 2017, quando alcançou o número um, na Billboard na categoria Dance Club Songs em 11 de novembro de 2017. A canção também alcançou o número um, no UK Indie chart, durante novembro de 2017. Teve também um bom desempenho no UK singles chart, alcançando o Top 20, na 18ª posição. O single "Cola" foi posteriormente indicado como Melhor Gravação de dance no Grammy Awards 2018.
O sucesso estrondoso da faixa resultou em ela sendo remixada por vários artistas conhecidos, incluindo Robin Schulz. No Reino Unido, o single obteve a certificação de platina em dezembro de 2017, quando vendeu 600.000 cópias.
Em fevereiro de 2018, ele anunciou que faria uma turnê pelos Estados Unidos.

## Discografia

### Extended Plays (EPs)
| Título      | Detalhes                                                                                      |
| ----------- | --------------------------------------------------------------------------------------------- |
| Simmer Down | - Data de lançamento: 23 de novembro de 2014 - Formato: Download - Gravadora: Black Butter    |
| Travel Slow | - Data de lançamento: 20 de agosto de 2015 - Formato: Download - Gravadora: Black Butter      |
| Talking     | - Data de lançamento: 5 de setembro de 2017 - Formato: Download - Gravadora: Mina Grabaciones |
| Old Friend  | - Data de lançamento: 27 de novembro de 2018 - Formato: Download - Gravadora: Parlophone UK   |

### Álbuns
| Título                       | Detalhes |
| ---------------------------- | --- |
| Why Do We Shake in the Cold? | - Data de lançamento: 18 de setembro de 2020 - Gravadora: Parlophone - Formatos: Download, Streaming, CD, Vinil |

### Singles
| Título                                                               | Ano  | Posição máxima nas tabelas | Posição máxima nas tabelas | Posição máxima nas tabelas | Posição máxima nas tabelas | Posição máxima nas tabelas | Posição máxima nas tabelas | Posição máxima nas tabelas | Posição máxima nas tabelas | Posição máxima nas tabelas | Posição máxima nas tabelas | Certificações                           | Álbum                        |
| Título                                                               | Ano  | UK                         | AUS                        | BEL (Fl)                   | BEL (Wa)                   | FRA                        | GER                        | HUN                        | IRE                        | US Club                    | US Dance                   | Certificações                           | Álbum                        |
| -------------------------------------------------------------------- | ---- | -------------------------- | -------------------------- | -------------------------- | -------------------------- | -------------------------- | -------------------------- | -------------------------- | -------------------------- | -------------------------- | -------------------------- | --------------------------------------- | ---------------------------- |
| Be There Soon                                                        | 2015 | —                          | —                          | —                          | —                          | —                          | —                          | —                          | —                          | —                          | —                          |                                         | Travel Slow EP               |
| How Many Times (com Andhim)                                          | 2015 | —                          | —                          | —                          | —                          | —                          | —                          | —                          | —                          | —                          | —                          |                                         | Simmer Down EP               |
| Closer                                                               | 2016 | —                          | —                          | —                          | —                          | —                          | —                          | —                          | —                          | —                          | —                          |                                         | —                            |
| Sorry                                                                | 2016 | —                          | —                          | —                          | —                          | —                          | —                          | —                          | —                          | —                          | —                          |                                         | —                            |
| First Time                                                           | 2017 | —                          | —                          | —                          | —                          | —                          | —                          | —                          | —                          | —                          | —                          |                                         | —                            |
| Difficult to Love                                                    | 2017 | —                          | —                          | —                          | —                          | —                          | —                          | —                          | —                          | —                          | —                          |                                         | —                            |
| Cola (com CamelPhat)                                                 | 2017 | 18                         | 32                         | 23                         | 32                         | 40                         | 76                         | 8                          | 12                         | 1                          | 21                         | - BEA: Ouro - BPI: Platina - BVMI: Ouro | Dark Matter                  |
| Woman                                                                | 2017 | —                          | —                          | —                          | —                          | —                          | —                          | —                          | —                          | —                          | —                          |                                         | Talking EP                   |
| Good Times                                                           | 2017 | —                          | —                          | —                          | —                          | —                          | —                          | —                          | —                          | —                          | —                          |                                         | Talking EP                   |
| Sleepwalking                                                         | 2018 | —                          | —                          | —                          | —                          | —                          | —                          | —                          | —                          | —                          | —                          |                                         | Old Friend EP                |
| Capricorn                                                            | 2018 | —                          | —                          | —                          | —                          | —                          | —                          | —                          | —                          | —                          | —                          |                                         | Old Friend EP                |
| Old Friend                                                           | 2018 | —                          | —                          | —                          | —                          | —                          | —                          | —                          | —                          | —                          | —                          |                                         | Old Friend EP                |
| How Do You                                                           | 2019 | —                          | —                          | —                          | —                          | —                          | —                          | —                          | —                          | —                          | —                          |                                         | —                            |
| "Something About You" (com Rudimental)                               | 2019 | 87                         | —                          | 78                         | 71                         | —                          | —                          | —                          | 88                         | —                          | 35                         |                                         | Why Do We Shake in the Cold? |
| Numb                                                                 | 2020 | —                          | —                          | —                          | —                          | —                          | —                          | —                          | —                          | —                          | 46                         |                                         | Why Do We Shake in the Cold? |
| My House                                                             | 2020 | —                          | —                          | —                          | —                          | —                          | —                          | —                          | —                          | —                          | —                          |                                         | Why Do We Shake in the Cold? |
| Fire (com Ytram)                                                     | 2020 | —                          | —                          | —                          | —                          | —                          | —                          | —                          | —                          | —                          | —                          |                                         | —                            |
| Body                                                                 | 2021 | —                          | —                          | —                          | —                          | —                          | —                          | —                          | —                          | —                          | —                          |                                         | —                            |
| "—" resepresenta singles que não pegaram nenhum posição nas tabelas. |      |                            |                            |                            |                            |                            |                            |                            |                            |                            |                            |                                         |                              |

### Remixes
| Faixa              | Ano  | Artista                                  |
| ------------------ | ---- | ---------------------------------------- |
| I Found            | 2014 | Amber Run                                |
| Take Me To a Place | 2015 | Pablo Nouvelle                           |
| 27 Club            | 2015 | Chloe Black                              |
| Heaven             | 2015 | Alex Adair                               |
| Rockabye           | 2016 | Clean Bandit (participação de Sean Paul) |
| Unsteady           | 2016 | X Ambassadors                            |
| Hey Maria          | 2016 | Klangkarussell                           |
| Empty Room         | 2017 | Big Wild                                 |